# Шеталиште Лазаро Карденас
Шеталиште Лазаро Карденас се налази на Новом Београду и пролази кроз новобеоградске блокове у дужини од 4,5 км и највеће је шеталиште у Београду.

## Опште информације
Шеталиште је направљено неспоредно након оснивања Блока 45, седамдесетих година. Након изградње Блока 44, продужено је преко њега и Блока 70. Шеталиште „Лазаро Карденас” пролази кроз центар блокова 45, 44 и 70, где се налазе четвороспратни и двоспратни стамбени објекти према реци Сави и на део солитера уз улицу Јурија Гагарина. Дужине је 4,5 километара, а обухвата површину од 13 хектара. На шеталишту налази се велики број кафића и ресторана, окружено је дрворедима, парковима и парковским мобилијарима, спортским теренима и реком Савом у непосредној близини. У непосредној близини шеталишта налазе се улице Јурија Гагарина, Гандијева, Нехруова и улица Омладинских бригада.
Шеталиште од оснивања носи име по Лазару Карденасу (Мичоакан, 21. мај 1895 — Мексико Сити, 19. октобар 1970) мексичком политичару, 8. пост-револуционарном председнику Мексика и 44. од независности.

## Реконструкција шеталишта
У периоду од јула 2019. до марта 2021. године у Блоку 45 уређено је Шеталиште „Лазаро Карденас” у две фазе. Направљени су и реновирани спортски терени у близини шеталишта. Поред уређена шеталишта направљена су игралишта, саобраћајни полигон, постављени комбиновани реквизити за децу, нове клупе и ђубријере. ЈКП „Зеленило Београд” засадило је стабла високих и средњих лишћара и четинарског дрвећа, а травњак је такође обновљен.
Дана 10. априла 2021. почела је наредна фаза реконструкције шеталишта у Блоку 44, где је направљено дечје игралиште, саниран постојећи кошаркашки терен, засађена 53 нова стабла.
Део шеталишта у Блоку 70 почео је да се реновира 3. новембра 2022. године које је на овој деоници 30.000 м2. Шеталиште је добило нови мобилијар, дечја игралишта, а парковски мобилијар је замењен.

## Саобраћај
До шеталишта и његове уже околине се јавним градским превозом који обезбеђује ГСП Београд може стићи многобројним аутобуским и трамвајским линијама.
Аутобуске линије:
- линија 45 Блок 44 - Земун (Нови град)[10]
- линија 67 Зелени венац - Блок 70а.[11]
- линија 68 Блок 70 - Зелени венац.[12]
- линија 73 Блок 45 - Батајница[13]
- линија 76 Блок 70а - Бежанијска коса.[14]
- линија 82 Блок 44 - Кеј ослобођења[15]
- линија 89 Блок 72 - Видиковац[16]
- линија 94 Блок 45 - Ресник[17]
- линија 95 Блок 45 - Борча 3[18]
- линија 602 Блок 44 - СРЦ Сурчин[19]
- линија 604 Блок 45 - Прека калдрма[20]
- линија 605 Блок 45 - Прогар[21]
- линија 610 Кеј ослобођења - Јаково[22]
- ноћна линија 68Н Трг Републике - Блок 45[23]
- линија 610е Блок 70а - Јаково[24]
- линија 708 Блок 70а - Земун поље.[25]

Трамвајске линије:
- линија 7 Блок 45 - Устаничка[26]
- линија 9 Блок 45 - Бањица[27]
- линија 11 Блок 45 - Калемегдан (Доњи град)[28] и
- линија 13 Блок 45 - Баново брдо[29]

Присутне су и минибус линије:
- линија Е1 Блок 45 - Устаничка[30]
- линија Е6 Блок 45 - Миријево[31]